# Collegio Gerolamo Cardano
Il Collegio Gerolamo Cardano è un edificio amministrativo situato a Pavia sulla riva sinistra del fiume Ticino, costruito a partire dal 1938 su progetto dell'architetto Eliseo Mocchi.

## Storia
Negli anni Trenta, anche l’architettura pubblica di Pavia fu influenzata dal movimento razionalista, che cercava di trasmettere i messaggi del regime fascista. 
Questo si manifestava attraverso archi monumentali proporzionati alla figura del superuomo, fasci littori con scopi decorativi e l’utilizzo di marmi combinati con ampie distese di mattoni o materiali simili.
Alla fine degli anni Venti, con la demolizione del vecchio Poligono di Tiro situato nella parte orientale dei bastioni, vicino al Baluardo della Darsena, i fascisti di Pavia ottennero un'ampia area per collocare alcune istituzioni fondamentali.
Il complesso si compone di tre edifici costruiti in periodi diversi: due furono eretti negli anni '30 (l'edificio ex G.I.L. e la Casa del Balilla), mentre un terzo fu costruito negli anni '60.
A partire dal 1964, una parte del complesso venne destinata a Collegio per studenti afro-asiatici, sotto la gestione della Gioventù Italiana.
Nel 1975, l’edificio passò sotto la gestione della Regione Lombardia e venne trasformato in Collegio Universitario.
Da oltre trent’anni, il Collegio Cardano ospita il Collegio di Canottaggio della Federazione Italiana Canottaggio e conta tra i suoi ex studenti numerosi campioni mondiali e olimpici.

## Caratteristiche
Nel febbraio 1938 venne approvato il progetto per la costruzione della nuova sede del comando della GIL e della caserma destinata ai giovani fascisti.
Dopo aver scartato l'idea di costruire queste strutture vicino al Ponte dell'Impero, si optò per un'area situata tra la Casa del Balilla e la caserma della Milizia. L'architetto progettò una soluzione architettonica che richiamava lo stile della vicina Casa del Balilla, pur evitando una ripetizione monotona. 
Il complesso comprende due edifici disposti perpendicolarmente, con facciate che si affacciano sul viale, allora chiamato XVIII Novembre (oggi viale della Resistenza). 
L'edificio lungo la strada, destinato al comando della GIL, è a due piani più un seminterrato, con una facciata in mattoni a vista che presenta un ingresso monumentale e decentrato, sormontato da un rivestimento in pietra. 
Un secondo ingresso, altrettanto imponente, si trova nella parte sporgente dell'edificio perpendicolare, che ospita la caserma dei giovani fascisti e ha una facciata rivestita in pietra grigia.

## Il nome
Il Collegio Gerolamo Cardano di Pavia prende questo nome dal celebre matematico, medico, filosofo e intellettuale Gerolamo Cardano (1501-1576).
La scelta di intitolarlo così riflette la volontà di onorare un personaggio storico che ha avuto un impatto significativo nella cultura e nella scienza, e che ha avuto legami con la città di Pavia. Cardano infatti studiò e insegnò presso l’Università di Pavia, e visse in città per alcuni anni, contribuendo a diffondere il prestigio dell’ateneo.

## Servizi

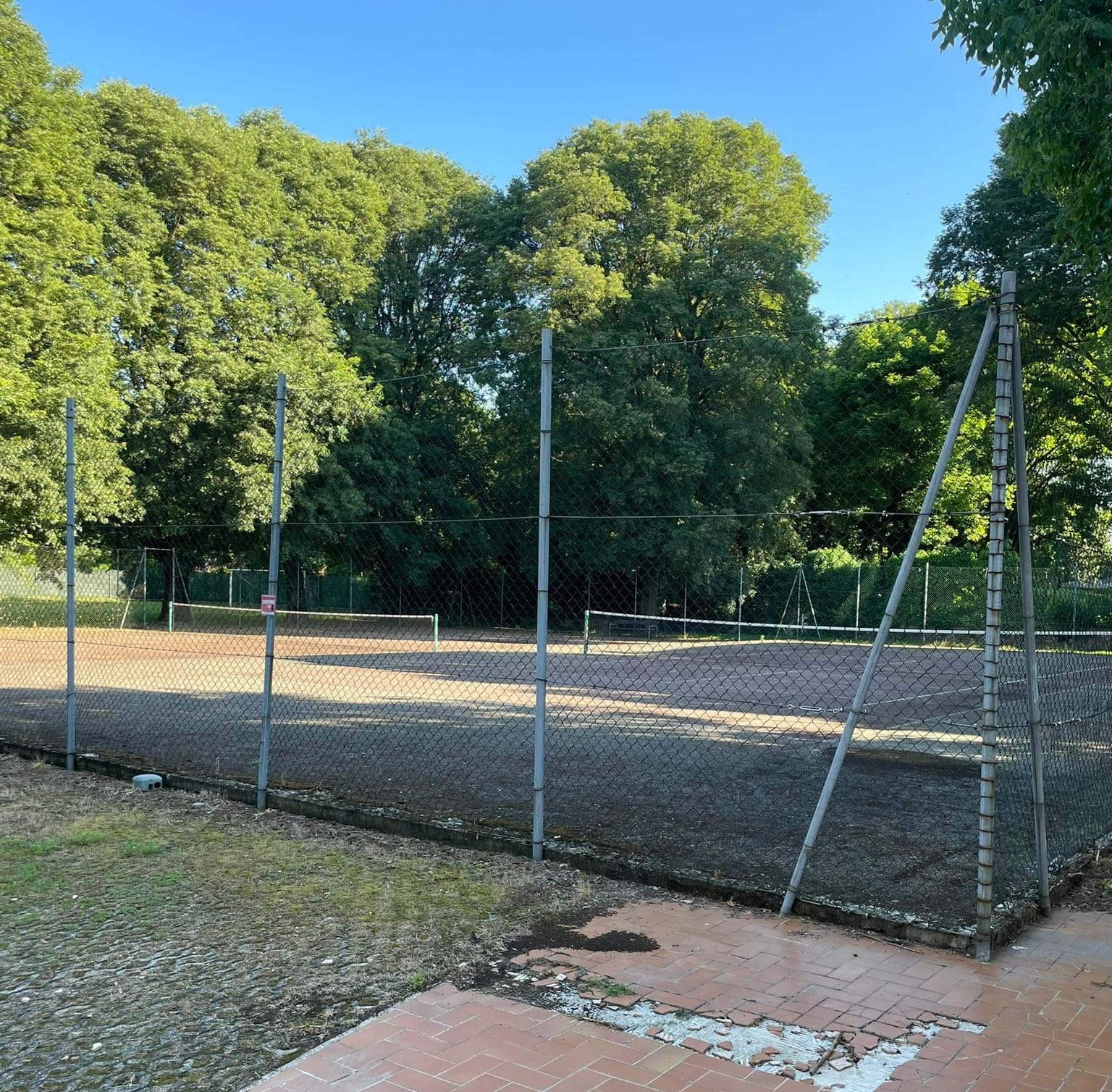

All'interno del Collegio troviamo 120 camere singole e e 3 camere doppie, ognuna dotata di bagno autonomo.
Sono presenti, inoltre, servizi collettivi, tra cui: cucine, mensa, servizio bar, internet, aula computer, biblioteca, diverse sale studio, sala riunioni/conferenza, sala TV, sala giochi/svago, lavanderia, aria condizionata, palestre, impianti sportivi (2 campi da tennis e 1 campo da calcio), giardino/cortile e un parcheggio interno per biciclette e moto. 
In aggiunta, davanti all'edificio, si trova un'area asfaltata adibita a parcheggi.